# 北海道道870号幌内三川停車場線
北海道道870号幌内三川停車場線（ほっかいどうどう870ごう ほろないみかわていしゃじょうせん）は、北海道夕張郡長沼町と由仁町を、千歳市を経て結ぶ一般道道（北海道道）である。

## 概要

### 路線データ
- 起点：北海道夕張郡長沼町幌内（国道337号交点）
- 終点：北海道夕張郡由仁町三川旭町（JR北海道 室蘭本線 三川駅）
- 路線延長：8.5km（総延長）

## 歴史
- 1975年（昭和50年）3月31日 - 路線認定[1]

## 地理

### 通過する自治体
- 空知総合振興局
  - 夕張郡長沼町
  - 夕張郡由仁町
- 石狩振興局
  - 千歳市

### 交差する道路
長沼町
- 国道337号 - 幌内（起点）

### 沿線にある施設など
由仁町
- JR北海道 室蘭本線 三川駅 - 三川旭町